# Young You
Young You (ヤングユー?, Yangu yū) era una rivista giapponese di manga josei pubblicata dal 1986 all'ottobre 2005 dalla Shūeisha. La rivista era specializzata in serie per giovani donne, ed alla sua chiusura la Shūeisha ha continuato la pubblicazione delle serie in corso nella Chorus e la You.

## Storia
- Nel maggio del 1986 viene pubblicata per la prima volta l'edizione speciale del Gekkan Seventeen, chiamata Young You la quale, fino al settembre successivo, raggiunse le 3 uscite.
- Nel dicembre del 1986 ci fu la prima pubblicazione ufficiale della rivista, a causa della chiusura del Gekkan Seventeen, avvenuta nell'ottobre precedente.
- Nel 1987 i manga della Young You vengono collezionati dapprima con l'etichetta Young You Comics (ヤングユーコミックス?, Yangu yū komikku) e, successivamente, con la Queens Comics Young You (クイーンズコミックス ヤングユー?, Kuīnzu komikku Yangu yū).
- Nell'ottobre del 2005, con l'undicesima uscita, cessa la pubblicazione della Young You.

## Mangaka e manga nella Young You
- Naomi Akimoto
  - Ensemble
  - Katei no Jijou
  - Natural
  - See You Again
  - Uchi no Mama ga Iu Koto ni wa
  - Ushirosugata no Cha Cha
  - Yoru no Kumo Asa no Tsuki
- Nanae Haruno
  - Double House
  - Papa Told Me
  - Pietà
- Yukari Ichijo
  - Tadashii Renai no Susume
- Mayumi Ishii
  - Kiyaria Kogitsune Kin no Mori
- Mariko Iwadate
  - Amaryllis
  - Alice ni Onegai
  - Bara no Hou
  - Kirara no Ki
  - Reizouko ni Pineapple Pie
- Masane Kamoi
  - Sweet Delivery
- Maki Kusumoto
  - Tanbi Seikatsu Hyakka
- Satoru Makimura
  - Believe
  - Oishii Kankei
- Mori Ogata
  - Abuda Kadabura
  - Angel Heart
  - Ichiban Furui Tomodachi
  - Sazanami no Mukougawa
  - Yumemiru Crescent Night
- Fuyumi Ogura
  - Be My Baby
  - Margarita
  - Olive no Kiin
  - Sweet Music
  - Yume no Hito-tachi
- Mieko Ōsaka
  - Saru no Ashi
- Erica Sakurazawa
  - Cool
  - Love Stories
  - Love Vibes
- Maki Satou
  - Baby Panic
  - Hot Cocoa na Fuyu no Asa
  - Kuroi Hitomi no Otomodachi
  - Sangatsu no Chopin
  - Sweet Memories
  - Wedding Wedding
- Momoko Takasaki
  - Hakui de Pon
- Shungicu Uchida
  - Kaiketsu wa Shimasen
- Chika Umino
  - Honey and Clover
- Ebine Yamaji
  - Mahoko
  - Otenki to Issho
- Mayumi Yoshida
  - Kushami San Kai